# 33399 Emilyann
33399 Emilyann è un asteroide della fascia principale. Scoperto nel 1999, presenta un'orbita caratterizzata da un semiasse maggiore pari a 2,2076245 UA e da un'eccentricità di 0,0963106, inclinata di 4,47406° rispetto all'eclittica.